# Флорала (аэропорт)
Муниципальный аэропорт Флорала (англ. Florala Municipal Airport), (FAA LID: 0J4) — коммерческий аэропорт, расположенный в шести километрах к северо-западу от центральной части города Флорала (Алабама, США). Аэропорт находится в собственности города Флорала.

## Операционная деятельность
Муниципальный аэропорт Флорала занимает площадь в 36 гектар, расположен на высоте 96 метров над уровнем моря и эксплуатирует одну взлётно-посадочную полосу:
- 4/22 размерами 974 х 23 метров с асфальтовым покрытием.

За период с 19 июня 2007 года по 19 июня 2008 года муниципальный аэропорт Флорала обработал 21 940 операций взлётов и посадок самолётов (в среднем 60 операций ежедневно), все рейсы в указанном периоде выполнялись военной авиацией и авиацией общего назначения.